# Гарешнички Брестовац
Гарешнички Брестовац је насељено место у саставу града Гарешнице у Бјеловарско-билогорској жупанији, Република Хрватска.

## Историја
До територијалне реорганизације у Хрватској налазио се у саставу старе општине Гарешница.

## Становништво
На попису становништва 2011. године, Гарешнички Брестовац је имао 908 становника.

## Попис 1991.
На попису становништва 1991. године, насељено место Гарешнички Брестовац је имало 1.043 становника, следећег националног састава:
| Попис 1991.‍   | Попис 1991.‍  | Попис 1991.‍ | Попис 1991.‍ | Попис 1991.‍ |
| ------------- | ------------ | ----------- | ----------- | ----------- |
|               |              |             |             |             |
| Хрвати        | Хрвати       |             | 881         | 84,46%      |
| Срби          | Срби         |             | 48          | 4,60%       |
| Југословени   | Југословени  |             | 43          | 4,12%       |
| Чеси          | Чеси         |             | 12          | 1,15%       |
| Мађари        | Мађари       |             | 8           | 0,76%       |
| Словенци      | Словенци     |             | 3           | 0,28%       |
| Црногорци     | Црногорци    |             | 1           | 0,09%       |
| неопредељени  | неопредељени |             | 31          | 2,97%       |
| регион. опр.  | регион. опр. |             | 4           | 0,38%       |
| непознато     | непознато    |             | 12          | 1,15%       |
| укупно: 1.043 |              |             |             |             |